# 鴨下晁湖
鴨下 晁湖（かもした ちょうこ、明治23年（1890年）2月25日‐昭和42年（1967年）10月20日）は、日本画家。
人物画を得意とし、新聞、雑誌の挿絵画家としても活躍した。明治40年（1907年）の第1回文展に『山法師』を出品し、三等賞を受賞している。昭和33年（1958年）、挿絵を描いた『天平の少年 奈良の大仏建立/乱世に生きる二人』（福田清人・文、講談社）が第5回産経児童出版文化賞受賞。

## 経歴
1890年東京に生まれる。本名は鴨下中雄。
東京美術学校に学び、中退して、松本楓湖の門下に入り、大和絵風の歴史画を専攻する。
後に、楓湖の師弟が多く集まる巽画会に入会し、評議員を務めた。また、日展無鑑査となっている。
大正13年（1924年）、池田輝方らとともに12ヶ月の風俗を描いて共作した新版画「新浮世絵美人合　九月　ほろ酔ひ」を版行している。
昭和23年（1948年）、岩田専太郎、宮尾しげを、田河水泡、田中比佐良、小野佐世男、富田千秋、河原久仁於、 田代光、嶺田弘、清水三重三、細木原青起、寺本忠雄、須藤しげる、梁川剛一とともに、出版美術家連盟（後の日本出版美術家連盟）を結成した。
『講談倶楽部』などに掲載された岡本綺堂「半七捕物帳」、昭和31年（1956年）5月から『週刊新潮』に連載された柴田錬三郎の「眠狂四郎無頼控」などの眠狂四郎シリーズなどの挿絵を描いた。吉川英治「続鳴門秘帖」の挿画、講談社の絵本「舌切雀」の絵や、書籍の装丁も手がけた。
昭和28年（1953年）4月1日、出版美術家連盟を代表して、文芸美術国民健康保険組合の理事となった。

## 作品
- 「舞妓」 木版画 1933年（昭和8年）
- 「新田義貞」 紙本著色 額装 181x151cm 神宮徴古館蔵 1833-42年（昭和8-17年）[4]
- 「神竜図」隅田稲荷神社（昭和17-18年頃）墨田区登録有形文化財

## 注
1. ↑  日本出版美術家連盟画集2002光村印刷サイト内
2. ↑  プロフィール
3. ↑  ５０年のあゆみ
4. ↑  小堀桂一郎監修 所功編著 『名画にみる 國史の歩み』 近代出版社、2000年4月19日、p.42、ISBN 978-4-907816-00-1。